# Стрелітцієві
Стреліцієві, стрелі́тцієві (Strelitziaceae) — родина однодольних рослин порядку імбироцвітих. Включає три роди, з яких два є монотипними, а третій налічує п'ять видів. Свою назву отримала від найчисельнішого роду стрелітція, названого на честь англійської королеви Шарлотти, уродженої принцеси Мекленбург-Стреліцької, — засновниці Королівських ботанічних садів в К'ю. Серед представників стрелітцієвих переважають високі трави, що утворюють несправжні стовбури, схожі на стебла близьких до них бананів. Представники родини належать до тепло- і вологолюбних тропічних і субтропічних рослин. Вони поширені в Африці, Південній Америці, на Мадагаскарі. Багато стрелітцієвих відносять до декоративних культур. Деякі види місцеве населення обмежено використовує у побуті.

## Опис

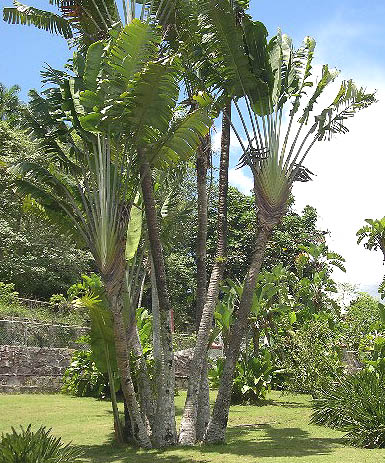
Куртина дерев равенала мадагаскарська.

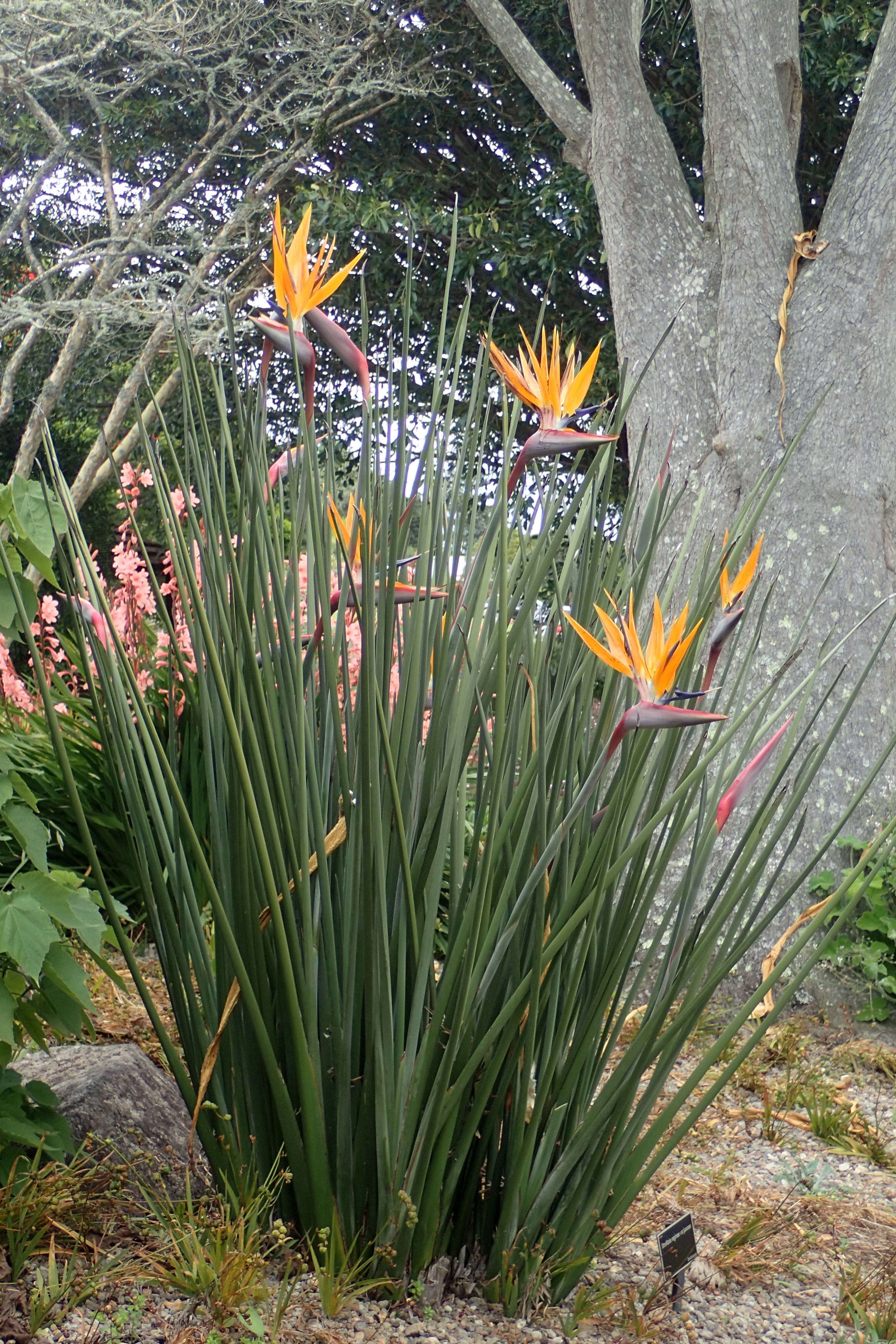
Strelitzia juncea — єдина представниця родини, яка має лінійні листки.

Більшість представників родини належать до трав заввишки від 1 до 9 м, виняток становить равенала мадагаскарська, що являє собою 15-метрове дерево зі справжнім стовбуром. В інших видів несправжні стовбури утворені піхвами величезних листків. Такі стебла не здатні до вторинного росту, властивого деревам. Відносно невисока Strelitzia juncea не утворює навіть несправжнього стовбура, її листки розходяться віялом від самої землі.
Коренева система у стрелітцієвих представлена короткими кореневищами, від яких відгалужуються соковиті ламкі корені. Через незначну довжину утворені кореневищами паростки, як правило, з'являються біля стебла материнської особини, лише у Phenakospermum guyannense горизонтальні симподіальні кореневища відходять далеко в сторони і нові пагони виростають подалі від материнської рослини. У равенали мадагаскарської корені мають судини, однак стовбур позбавлений провідних пучків, інші представники родини як в коренях, так і в «стовбурах» мають судини з драбинчастою перфорацією.

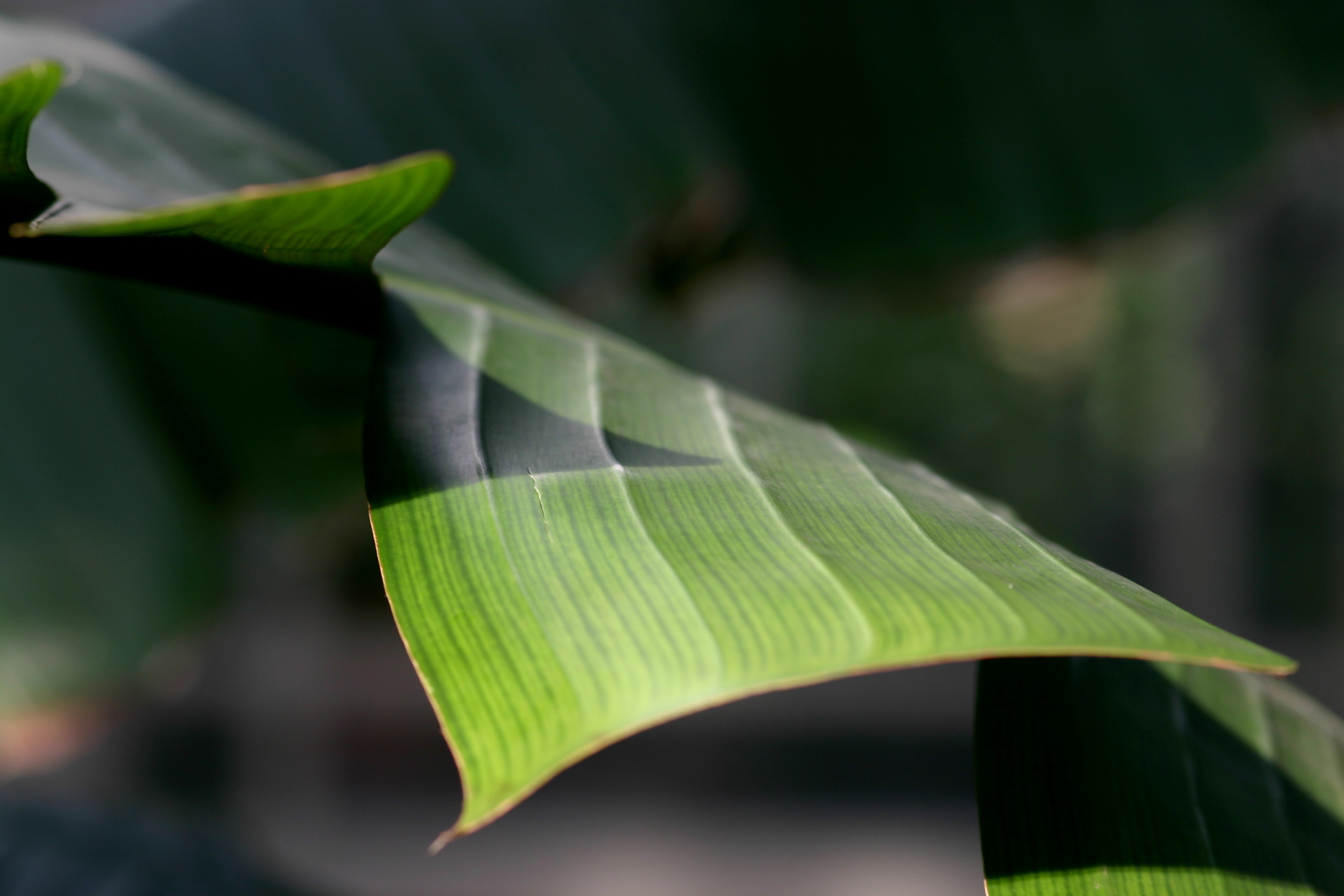
Листок Strelitzia nicolai, що рветься уздовж бічних жилок.

Листки стрелітцієвих, завдовжки від одного до кількох метрів, вирізняються довгими, товстими і міцними черешками. У нижній частині черешки жолобчасті, а в равенали мадагаскарської вони утворюють замкнені піхви, в яких накопичується вода. Листкові пластинки у всіх стрелітцієвих, за винятком Strelitzia juncea, овальної або видовжено-еліптичної форми. Їм притаманна дуже товста центральна жилка, що добре вирізняється на нижньому боці листка. Від неї відходять майже паралельні бічні жилки, які виконують роль опорних тканин. У природі під дією вітру великі листки завжди рвуться уздовж бічних жилок, внаслідок чого листки цих рослин здаються пірчасторозсіченими. Однак при вирощуванні в оранжереях вони зберігають свою цілісність. До того ж, молоді листки, формуючись у піхвах старих, знаходяться у скрученому стані. Під час розгортання вони зазнають тиску з боку піхви старого листка, тому їхня зовнішня половина (розташована з боку піхви) дещо вужча, ніж внутрішня. Внаслідок цього листки у повному розвої можуть виглядати ледь асиметричними.
Складні суцвіття у стрелітцієвих виходять з піхов листків за винятком Phenakospermum guyannense, у якого суцвіття верхівкове. При основі квіткової осі цих рослин у два ряди розташовані великі шкірясті покривні листки, між якими заховані парціальні суцвіття другого порядку. Ці дрібніші суцвіття являють собою завійки, в яких квітки звернені лише до верхнього боку. У равенали мадагаскарської у суцвітті формується до 10—12 завійок, кожна з яких несе 10—15 квіток. У Phenakospermum guyannense завійок трохи менше (до десятка), але вони такі ж багатоквіткові. Завійки стрелітцій небагатоквіткові. Покривні листки у стрелітцієвих завжди складені човником.

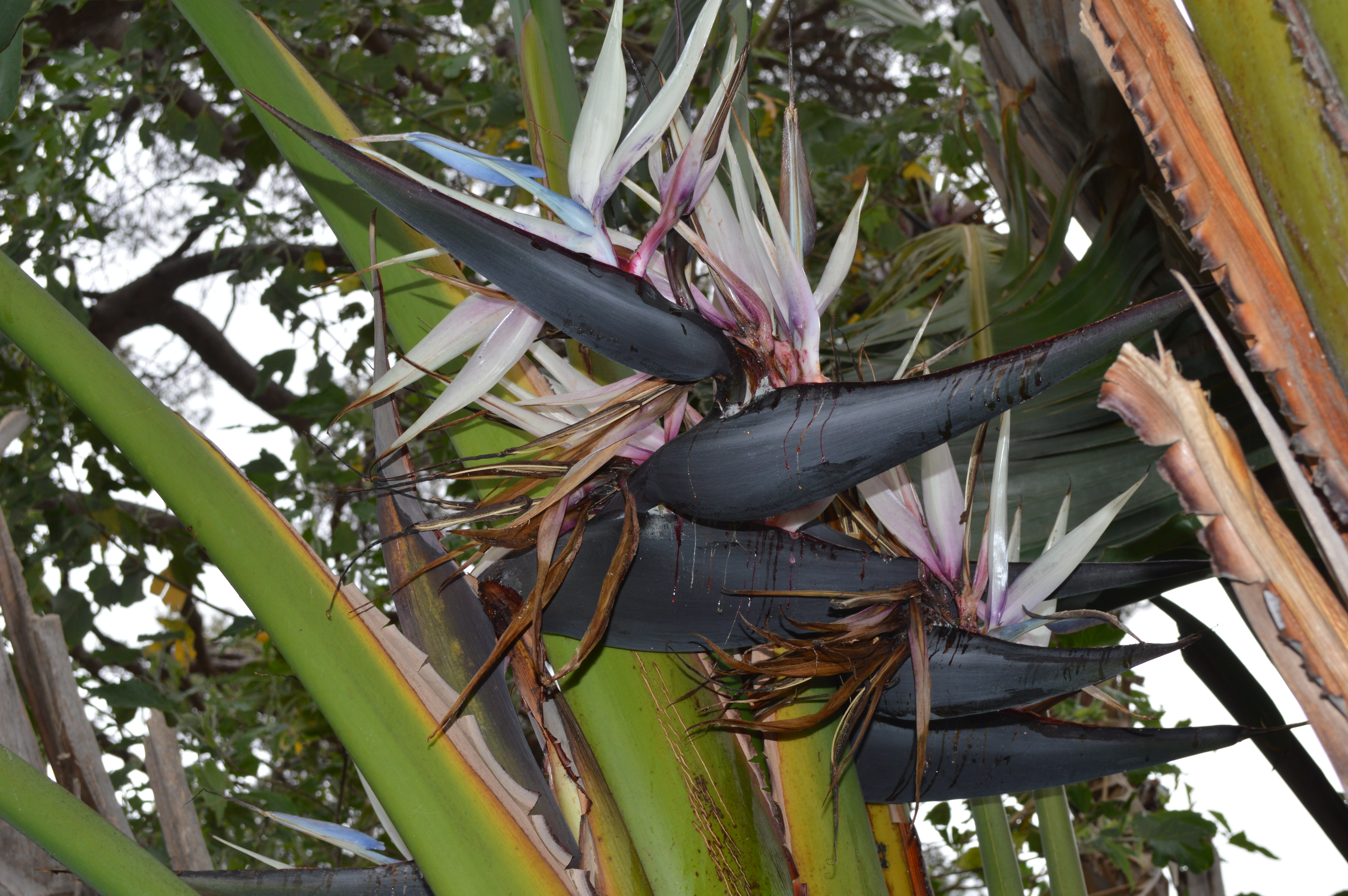
Квіти стрелітції величної, на яких видно краплі нектару.

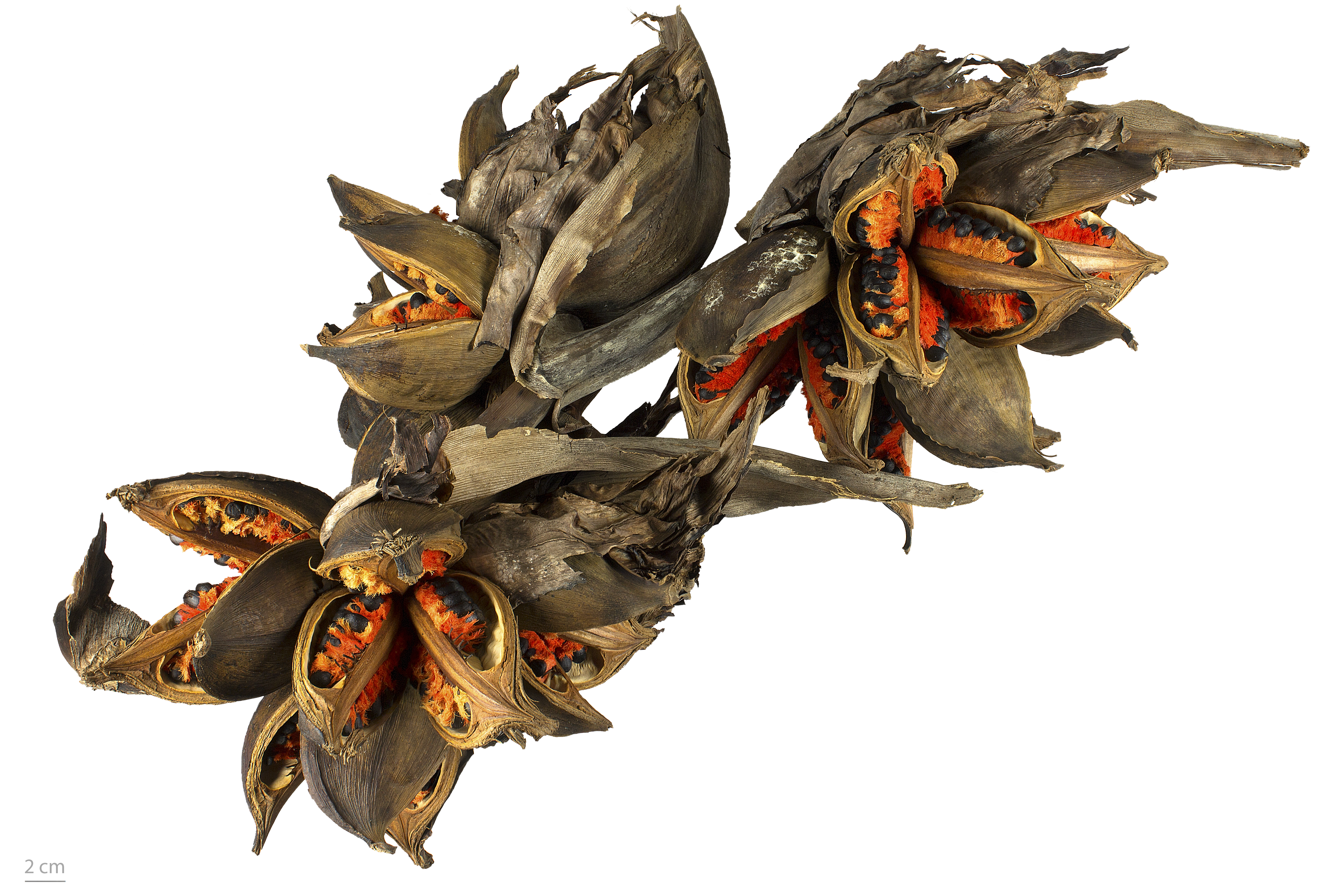
Розкриті плоди з насінням Phenakospermum guyannense.

Кожна квітка у суцвітті має приквіток. Квітки стрелітцієвих двостатеві, у представників родів Ravenala і Phenakospermum ледь помітно зигоморфні, у стрелітцій — виразно зигоморфні. Частки оцвітини розташовані по три в двох колах. У равенали мадагаскарської і Phenakospermum guyannense усі листочки оцвітини білі, схожі на пелюстки. Вони майже однакового розміру за винятком одного внутрішнього листочка, зверненого до головної осі суцвіття, який трохи вужчий і коротший за інші. У стрелітцій форма і колір листочків оцвітини зовнішнього і внутрішнього кола значно відрізняються, що пов'язано з різними функціями, які вони виконують. Тичинки стрелітцієвих мають пружні, міцні тичинкові нитки і двогнізді лінійні пиляки. Лише в равенали мадагаскарської тичинок шість, інші представники родини мають по п'ять тичинок: шоста, розташована біля медіанної пелюстки, зверненої до головної осі суцвіття, залишається не розвинутою. Тичинки стрелітцієвих протандричні, тобто розвиваються раніше за маточку. Їхні пилкові зерна великі, з безапертурною оболонкою, у пиляці вони оточені ниткоподібними утвореннями, завдяки яким злипаються в пластівці. Гінецей стрелітцієвих синкарпний, складений трьома плодолистками. Зав'язь тригнізда, нижня, з численними анатропними насіннєвими зачатками. Стовпчик маточки зазвичай з трилопатевою приймочкою. Равенала мадагаскарська має короткі лопаті приймочки, а стрелітції — довгі, трохи нерівні, з хвилястою приймаючою поверхнею, оберненою догори. Верхня частина зав'язі містить септальні залозки, що відкриваються при основі стовпчика. Нектар, який вони виділяють, заповнює внутрішню порожнину складеного покривного листка, часто витікає через його край. Попри відсутність вираженого запаху, квіти стрелітцієвих приваблюють запилювачів саме завдяки нектару і яскравому забарвленню.
Плоди стрелітцієвих являють собою локуліцидні коробочки з жорсткими дерев'янистими стінками. Насінини обов'язково мають великий яскравий принасінник, який відіграє певну роль в розкритті плоду, а також приваблює птахів. Колір принасінника залежить від родової приналежності: у равенали мадагаскарської він блакитний, у Phenakospermum guyannense — червоний, у стрелітцій — помаранчевий. Зародок стрелітцієвих прямий (у равенали мадагаскарської — зігнутий), лежить в периспермі в оточенні залишків ендосперму.

## Поширення та екологія
Родині Стрелітцієвих властивий розірваний (диз'юнктивний) ареал, причому представники приналежних до неї родів, населяють віддалені один від одного регіони. Так, равенала мадагаскарська — ендемік острова Мадагаскар. Phenakospermum guyannense зростає в Південній Америці, а стрелітції населяють різні частини Африки (переважно на південь від екватора). Найтеплолюбнішими є представники роду Ravenala і Phenakospermum, чиї ареали не виходять за межі тропічної зони. Стрелітції дещо витриваліші до невисоких температур і поширені в субтропічному поясі. Разом з тим, вони є порівняно посухостійкішими, хоча все одно тяжіють до місцин з насиченим вологою повітрям (берегів річок, наприклад). Равенала мадагаскарська полюбляє захищені узлісся і галявини, а на відкритих просторах під час літньої посухи може частково скидати листя. Найвологолюбніший Phenakospermum guyannense, що росте у лісах на болотистих берегах Амазонки. Це єдиний помірно тіньовитривалий представник стрелітцієвих, інші види полюбляють сонячні місцини.

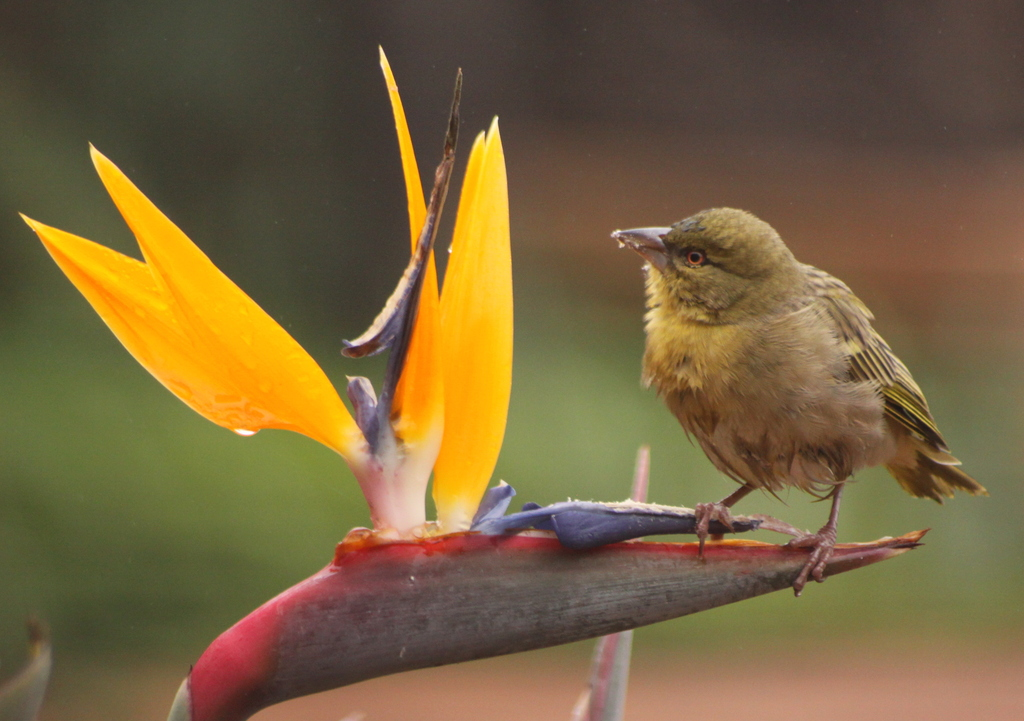
Один з птахів-ткачів ласує нектаром королівської стрелітції.

Стрелітцієвим притаманні складні екологічні зв'язки з іншими організмами, зокрема, запилювачами. В цій ролі виступають переважно нектарниці, рідше інші пернаті чи комахи. Цупкі покривні листки представників означеної родини слугують птахам своєрідними сідалами, на яких ті зручно вмощуються, п'ючи нектар. Особливо добре виражена пристосованість до птахозапилення у стрелітцій. У них два чашолистки і одна пелюстка стирчать вертикально по відношенню до горизонтально спрямованого покривного листка. Вони привертають увагу птаха за рахунок контрастного забарвлення. Ще один чашолисток із двома зрослими пелюстками зростаються на кшталт стріли, залишаючись затиснутими усередині листка-човника. Коли птах сідає на покривний листок, під його вагою «стріла» вивільняється, і від різкого руху пилок вистрілює в груди птаха. Маточка ж залишається затиснутою усередині покривного листка до наступних відвідин запилювача. При повторному візиті птаха вивільняється і вона, при цьому на маточку потрапляє пилок, який птах приніс з іншої рослини. Для равенали мадагаскарської основними запилювачами виступають лемури.

## Значення

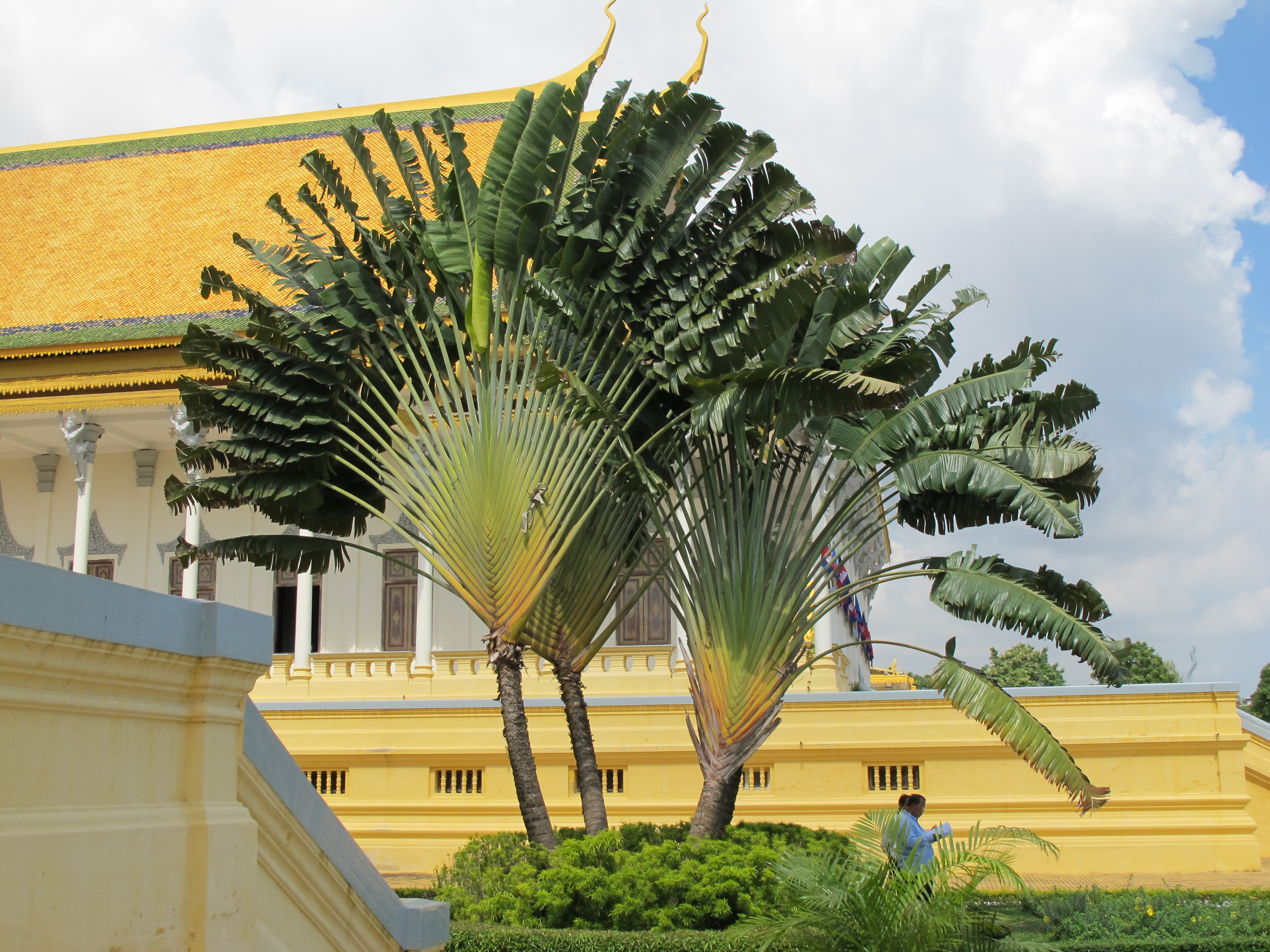
Равенала мадагаскарська у ландшафтному дизайні.

Стрелітцієві відомі своїми декоративними якостями, оскільки приваблюють погляд великим розміром, гарними листками, зібраними у своєрідне віяло, та показними химерними квітками. Африканські тубільці називали стрелітції «стрілами кохання» або «журавлиними квітками», маючи на увазі здатність випускати «стріли» в груди птаха і незвичну форму, що нагадувала чубчик вінценосного журавля. Європейці також захоплювались цими рослинами, про що свідчить назва, надана на честь високої особи. З Африки вони вивезли стрелітції в інші теплі країни, де стали використовувати їх в озелененні. В європейських країнах поширилась оранжерейна культура, що постачала квіти для букетів. Нарівні зі стрелітціями у тропічних країнах набула популярності равенала мадагаскарська, чиї велетенські віяла можна побачити на вулицях і в парках.
Господарське значення стрелітцієвих невелике. Стовбури Равеналу мадагаскарську мадагаскарці застосовують як паливо або для побудови жител. З черешків Strelitzia nicolai місцеві жителі виготовляють мотузки, листям різних стрелітцієвих вони час від часу вкривають стріхи своїх примітивних жител. Насіння равенали мадагаскарської і Strelitzia nicolai їстівне. Крім того, равеналу мадагаскарську називають «деревом мандрівників» за те, що накопичену в її піхвах воду подорожні раніше використовували як питну.

## Систематика
Рід Phenakospermum Endl.:
- Phenakospermum guianense (Rich.) Endl. ex Miq. — єдиний представник роду;

Рід [Ravenala] Adans.:
- Phenakospermum guianense (Rich.) Endl. ex Miq. — єдиний представник роду;

Рід Strelitzia Aitonтиповий — стрелітція:
- Strelitzia alba (L. f.) Skeels — стрелітція велична;
- Strelitzia caudata R.A.Dyer;
- Strelitzia juncea Link;
- Strelitzia nicolai Regel & Körn.;
- Strelitzia reginae Aiton — стрелітція королівська[2].